# Острівок (Володимирський район)
Остріво́к — село в Україні, у Зимнівській сільській територіальній громаді Володимирського району Волинської області.
Село відоме тим, що знаходиться поряд з містом Володимир. Точно коли засноване — невідомо. Згадка датується з 1700 року[джерело?], можливо навіть і раніше. Такі дані оприлюднили жителі села.
Селище не дарма має назву «Острівок», адже походить від слова («Острів» — частина суходолу), тому що село оточене з усіх сторін водою. Звідси така й назва.
У селі гарні будинки потопають в зелені дерев. Газифіковане, вулиці рівні, дорога асфальтована. Село розташоване на правому березі річки Риловиця з її прекрасною природою: вербами, очеретами. З іншого боку — безмежні поля, плодовиті сади. А ще тут безліч мінеральних джерел.
Населення становить 611 осіб. Кількість дворів  — 210. З них 12 нових (після 1991 р.) В селі працює фельдшерсько-акушерський пункт, 8 телефонних номерів, 4 торговельні заклади.
В селі доступні такі телеканали: АТМ Володимир, М1, М2, Qtv, Мега, UA: Перший, UA: Перший Ukraine, Ера, 1+1, 1+1 International, Інтер, Інтер+, Україна, Gамма, НТН, СТБ, ICTV, Новий канал, TONIS, ATR, 5-й канал, Канал 24, Рада, News One, 112 Україна, Еспресо, TV, Hromadske.tv, NewsNetwork, UBR, Business, ЧП.INFO, Уніан ТБ, 3S.TV, Право TV, Enter-фільм, Star Cinema та ін. Обласне телебачення. Радіомовлення здійснюють Радіо «Промінь», Радіо «Світязь», Радіо «Луцьк», проводове радіо.
Наявне постійне транспортне сполучення з районним та обласним центрами. У селі 6-ть вулиць: Шкільна, (Чипилі- сучасна назва «Миру»), (Фільварочна — сучасна назва «Богдана Хмельницького»), (Поничівська — сучасна назва «Зелена»), Нова, (Шкартальна згодом Советская — сучасна назва вулиці «Шкартальна»).
У селі Острівок освячено новозбудований храм Апостола Андрія Первозваного УПЦ Київського Патріархату. Кількість прихожан — 107 осіб.

## Історія
У 1906 році село Вербської волості Володимир-Волинського повіту Волинської губернії. Відстань від повітового міста 2 верст, від волості 11. Дворів 67, мешканців 367.
13 грудня освятив та провів Божественну літургію митрополит Луцький і Волинський Михаїл.
Досі тут не було ніякої молитовної споруди. Будівництво Божого дому тривало понад три роки.
У серпні 2015 року село увійшло до складу новоствореної Зимнівської сільської громади.
12 червня 2020 року, відповідно до розпорядження Кабінету Міністрів України № 708-р «Про визначення адміністративних центрів та затвердження територій територіальних громад Волинської області», увійшло до складу Зимнівської сільської територіальної громади.
19 липня 2020 року, в результаті адміністративно-територіальної реформи та ліквідації  Володимир-Волинського району(1940—2020), село увійшло до новоутвореного Володимир-Волинського району (від 18 липня 2022 Володимирського).

## Населення
Згідно з переписом УРСР 1989 року чисельність наявного населення села становила 605 осіб, з яких 275 чоловіків та 330 жінок.
За переписом населення України 2001 року в селі мешкало 588 осіб.

### Мова
Розподіл населення за рідною мовою за даними перепису 2001 року:
| Мова       | Відсоток |
| ---------- | -------- |
| українська | 100%     |
|            |          |

### Уродженці
- Ролюк Юрій Сергійович (1997—2022) — старший лейтенант Збройних сил України, учасник російсько-української війни, що загинув у ході російського вторгнення в Україну в 2022 році.